# Yamada Mitsuo
Mitsuo Yamada (sinh ngày 26 tháng 5 năm 1994) là một cầu thủ bóng đá người Nhật Bản.

## Sự nghiệp câu lạc bộ
Mitsuo Yamada đã từng chơi cho Matsumoto Yamaga FC.